# Metonimia
Metonimia (gr. μετωνυμία metōnymía), inaczej zamiennia – zastąpienie nazwy jakiegoś przedmiotu lub zjawiska nazwą innego, pozostającego z nim w uchwytnej zależności. Celem może być zwiększenie wyrazistości wypowiedzi lub nadanie jej skrótowości.
W przypadku metonimii desygnaty nie wykazują podobieństwa, ale dzielą pewien związek skojarzeniowy: bliskość w przestrzeni lub w czasie, powiązanie przyczynowo-skutkowe itp. Styczność w przestrzeni może doprowadzić do przeniesienia nazwy pewnego obszaru geograficznego na przedmiot lub wyrób pochodzący z tego miejsca i usankcjonowania takiego określenia w praktyce językowej. Na przykład nazwa wyspy Cypr została przeniesiona na miedź (np. łac. cuprum, ang. copper), a nazwa chińskiej prowincji stała się określeniem na porcelanę (np. ros. фарфор, pol. przestarzałe farfura, farfury). Metonimia jest również częsta w kontekście odcinków czasu. Okres zmiany faz księżyca (28 dni), funkcjonujący jako podstawowa jednostka podziału roku, jest oznaczany w wielu językach za pomocą słowa „księżyc” (np. ros. месяц).

## Rodzaje
Można wyróżnić następujące rodzaje metonimii:
- metonimia autora, np. „czytam Słowackiego” zamiast „czytam utwory Słowackiego”,
- metonimia skutku, np. „pot” zamiast „wysiłek”,
- metonimia miejsca, np. „Pałac Prezydencki ogłosił…” zamiast „Prezydent RP ogłosił…”,
- metonimia narzędzia, np. „najlepsza trąbka w historii” zamiast „najlepszy trębacz w historii”,
- metonimia pojemnika, np. „kufel” zamiast „piwo”
- metonimia oznaki, np. „berło” zamiast „król”
- metonimia konkretu, np. „głowa” zamiast „rozum”
- metonimia czynności, np. „wstaw” wodę na herbatę zamiast „zagotuj” wodę na herbatę.

Szczególną odmianą jest synekdocha, w tym:
- pars pro toto (część zamiast całości),
- totum pro parte (całość zamiast części),
- singularis pro plurari (liczba pojedyncza zamiast mnogiej),
- pluralis pro singulari (liczba mnoga zamiast pojedynczej).

W ogólniejszym sensie, w rozumieniu nurtu myślenia zwanego strukturalizmem, metonimia to zgrupowanie pojęć i przedmiotów według związków między nimi, np.:
- zdanie jest utworzone z części mowy zgodnie z pewnymi regułami tworzenia (związek zgody, związek rządu itd.),
- konkretny strój składa się z pewnych części garderoby,
- konkretna linia melodyczna składa się z dźwięków, motywów, fraz itd.

Pojęciem dopełniającym jest metafora. Dualizm metafora-metonimia po raz pierwszy został zaproponowany przez Romana Jakobsona w 1956 r., a w tak ogólnym znaczeniu spopularyzowany przez antropologa Claude'a Lévi-Straussa.